# 知夫村
知夫村（日语：／ Chibu mura */?）是位於隱岐群島南端知夫里島上的一村，現為島根縣内唯一的村。
主要居住區域為漁島嶼中央南部的平地，其餘地區皆為山地，並綿延至岸邊成為斷崖絶壁之地形，北部的來居港則為主要聯外港口，有定期航班可前往同樣位於隱岐群島的別府港、菱浦港、西鄉港，以及位於本州松江市的七類港、鳥取縣的境港。
島上也是隱岐群島中唯一有狸貓棲息的島嶼，原為從本州帶來的飼育種，但在逃出後自然繁衍，目前島上至少有2,000隻以上，也造成農作的影響。
西側海岸有長達200公尺的巨大岩壁，稱為「知夫赤壁」。

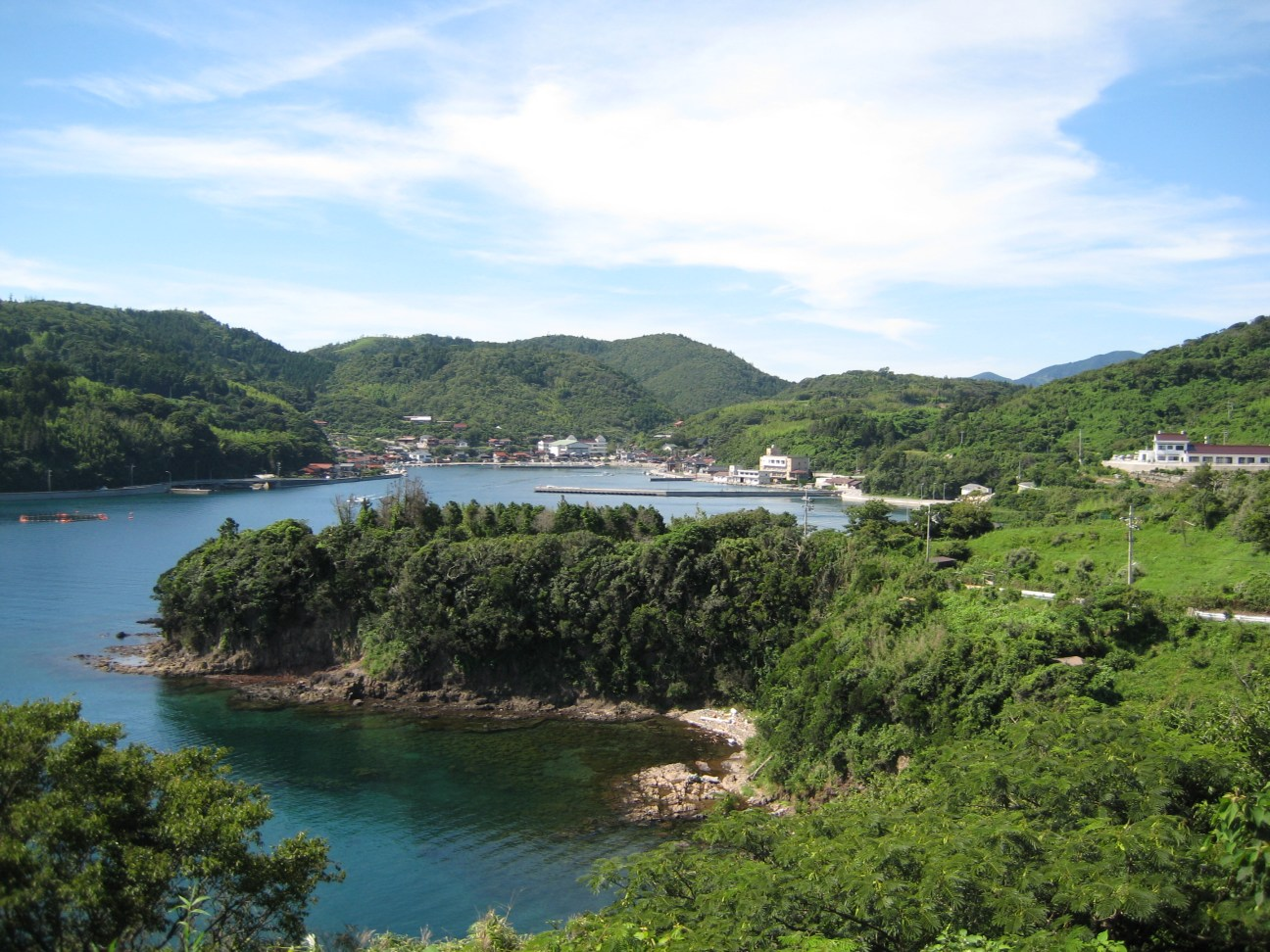
村公所所在地附近的大江地區與郡地區的遠景

## 人口
| 知夫村人口分布圖 |                                               |  |
| 知夫村與日本全國年齡別人口分布比較圖 （2005年資料） | 知夫村的年齡、男女別人口分布圖 （2005年資料） |  |
| ■紫色是知夫村 ■綠色是全国 | ■藍色是男性 ■紅色是女性                       |  |
| 知夫村人口變化 \| 1970年 \| 1,214人 \| \| \| 1975年 \| 1,072人 \| \| \| 1980年 \| 1,068人 \| \| \| 1985年 \| 941人 \| \| \| 1990年 \| 855人 \| \| \| 1995年 \| 802人 \| \| \| 2000年 \| 718人 \| \| \| 2005年 \| 725人 \| \| \| 2010年 \| 657人 \| \| \| 2015年 \| 615人 \| \| \| 2020年 \| 634人 \| \| |                                               |  |
| 資料來源：日本總務省統計中心提供之人口普查數據 |                                               |  |
| 1970年 | 1,214人                                       |  |
| 1975年 | 1,072人                                       |  |
| 1980年 | 1,068人                                       |  |
| 1985年 | 941人                                         |  |
| 1990年 | 855人                                         |  |
| 1995年 | 802人                                         |  |
| 2000年 | 718人                                         |  |
| 2005年 | 725人                                         |  |
| 2010年 | 657人                                         |  |
| 2015年 | 615人                                         |  |
| 2020年 | 634人                                         |  |

## 歷史
在令制國時代屬於隱岐國知夫郡由良鄉。

### 年表
- 1904年4月1日：實施町村制，現在轄區在當時屬知夫郡知夫村。
- 1969年4月1日：知夫郡與海士郡、周吉郡、穩地郡合併為隱岐郡。

## 外部連結
- （日語） 知夫里島觀光協會 （页面存档备份，存于）

1. ↑  . 島根縣政府.   [2024-11-04] （日语）.